# تلفیت
تلفیت (به لاتین: Telfit) یک روستا در دولت فلسطین است که در استان جنین واقع شده‌است. تلفیت ۲۳۸ نفر جمعیت دارد.